# Rothmannia globosa
Rothmannia globosa là một loài thực vật có hoa trong họ Thiến thảo. Loài này được (Hochst.) Keay miêu tả khoa học đầu tiên năm 1958.

## Hình ảnh

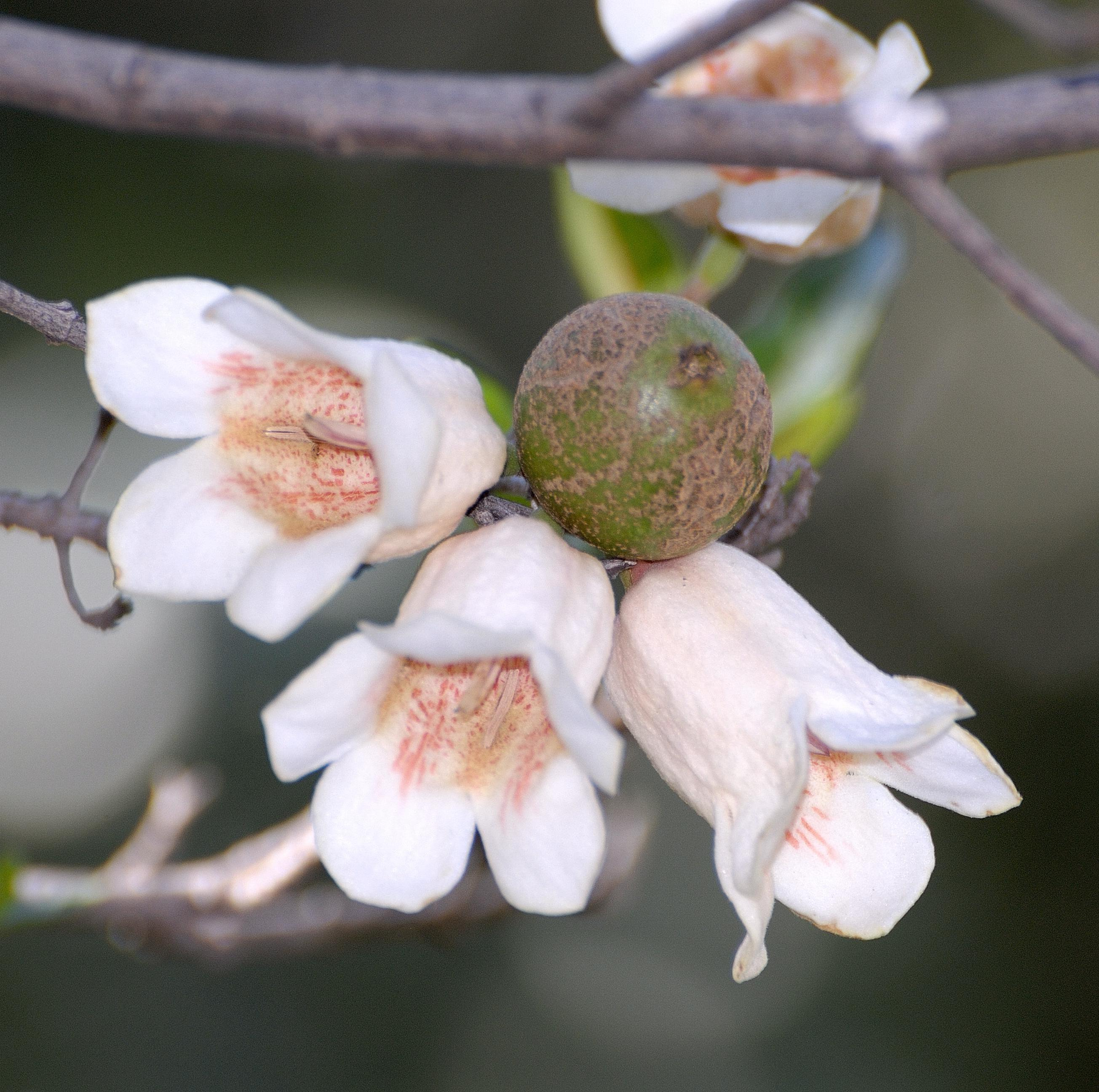
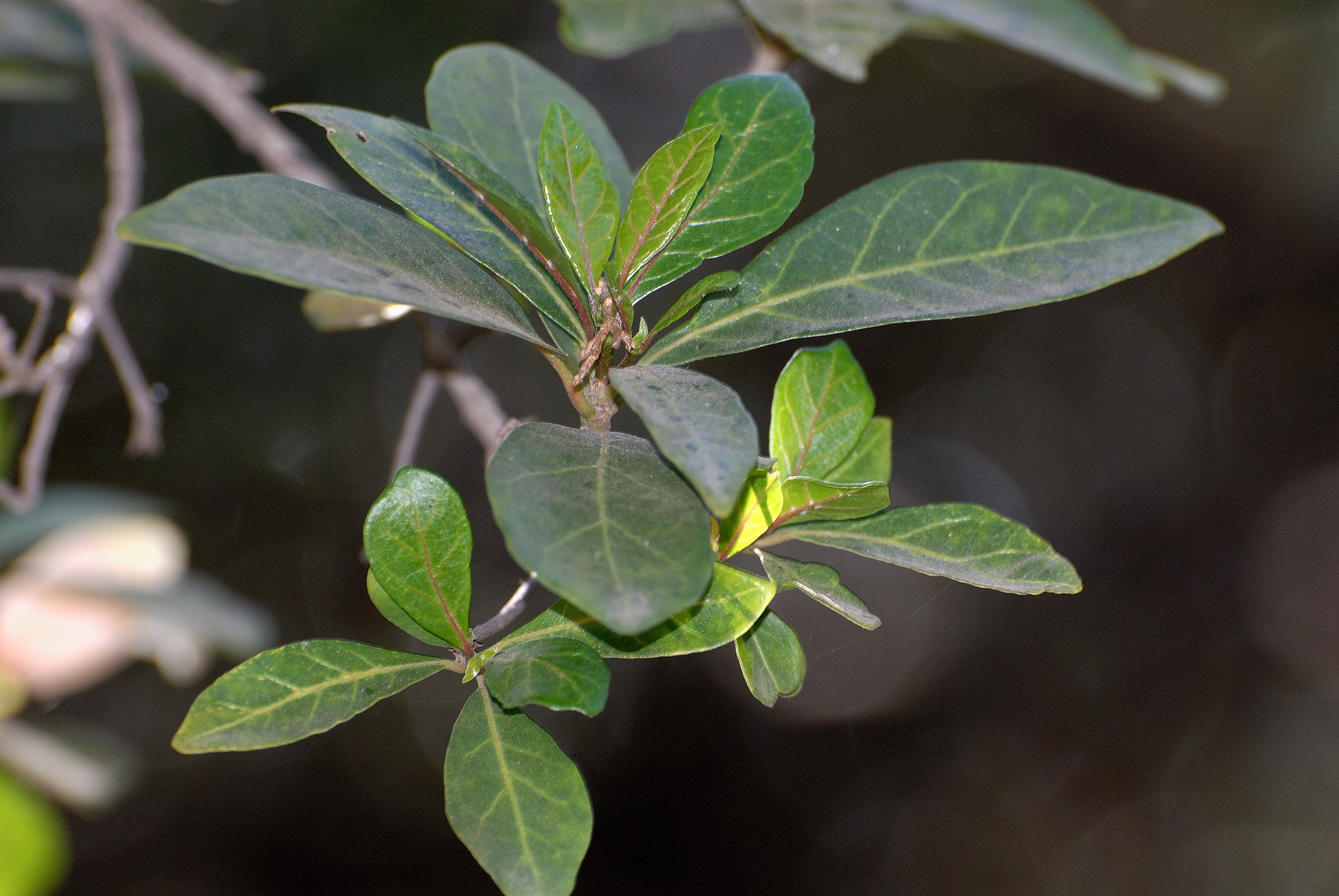
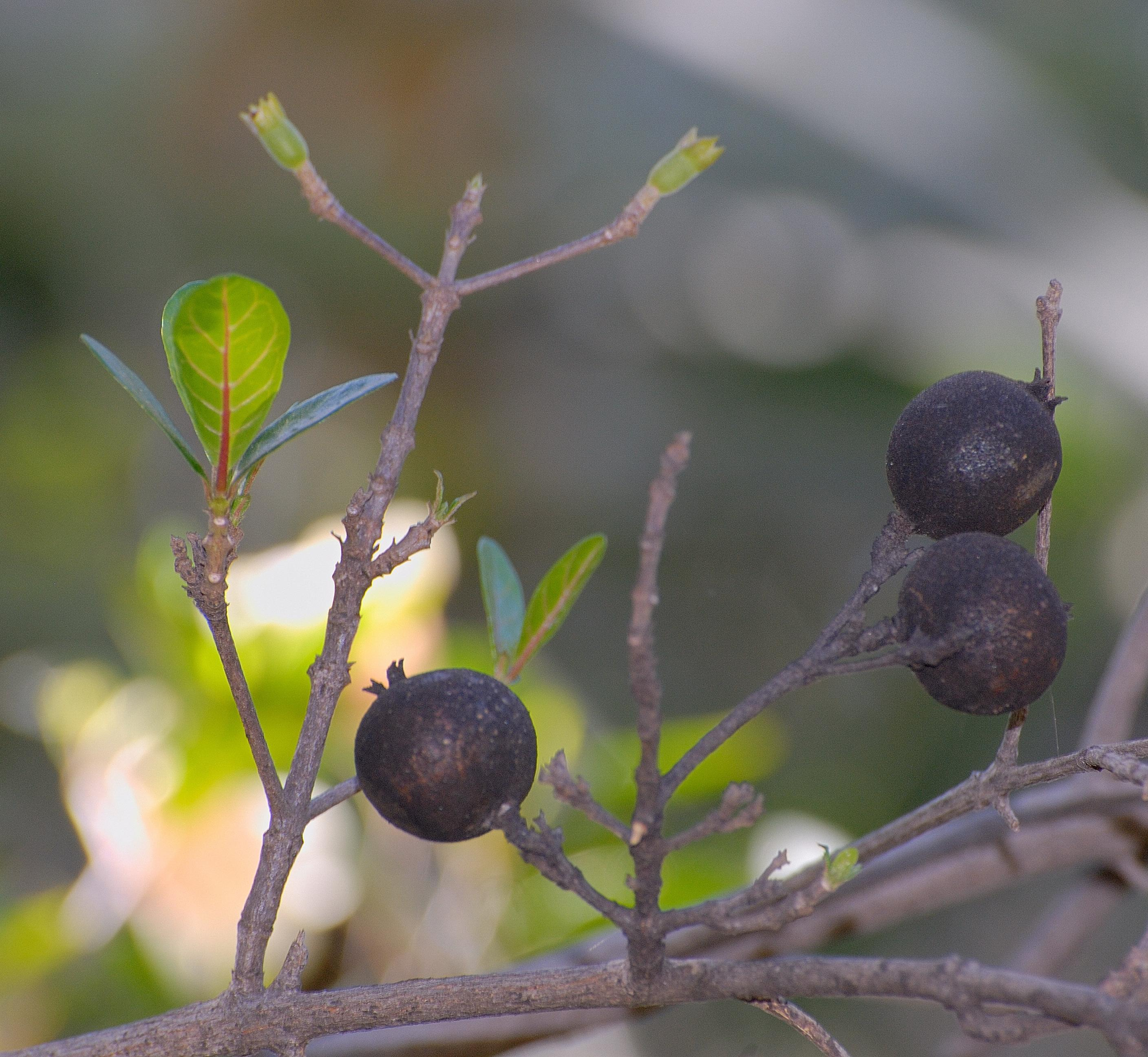
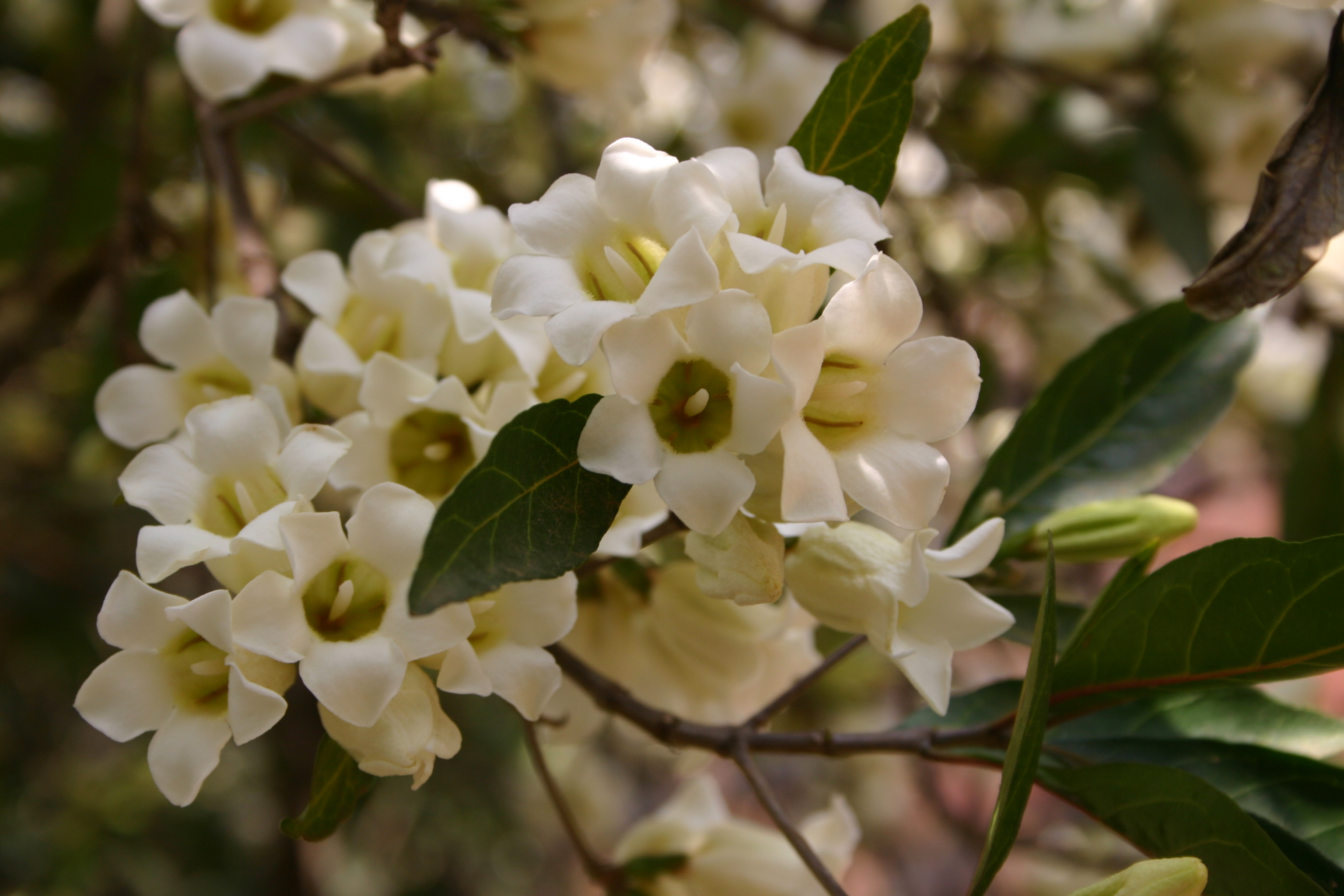